# (144) Vibilia
(144) Vibilia – planetoida z pasa głównego asteroid.

## Odkrycie
Została odkryta 3 czerwca 1875 roku w Clinton położonym w hrabstwie Oneida w stanie Nowy Jork przez Christiana Petersa. Nazwa planetoidy pochodzi od Vibilii, bogini z mitologii rzymskiej.

## Orbita
(144) Vibilia okrąża Słońce w ciągu 4 lat i 120 dni w średniej odległości 2,65 j.a. Od tej planetoidy wzięła nazwę rodzina planetoidy Vibilia.